# Ängesån
Ängesån (meänkieli/tornedalsfinska: Vettänen) är en skogsälv i Sverige och utgör det största biflödet till Kalixälven. Ån rinner upp i Vettasjärvi och är cirka 20 mil lång. Mellan Vettasjärvi och sammanflödet med Valtiojoki kallas den Vettasjoki. De största biflödena är Linaälven, som sammanflyter vid Linafallet och Bönälven, som når Ängesån genom Tvärån. Ängesån mynnar i Kalixälven vid Överkalix kyrka.
Ån är opåverkad av vattenkraftsutbyggnad.

## Källa